# Renê Weber
Renê Carmo Kreutz Weber (* 16. Juli 1961 in Roque Gonzales, Rio Grande do Sul; † 16. Dezember 2020 in Rio de Janeiro) war ein brasilianischer Fußballspieler und -trainer. Während seiner aktiven Karriere spielte er unter anderem für Fluminense Rio de Janeiro. Ab 2002 war er Fußballtrainer und betreute unter anderem die brasilianische U20-Nationalmannschaft.

## Karriere

### Als Spieler
Renê Weber, dessen Urgroßvater aus dem Elsass nach Brasilien ausgewandert war, begann seine Karriere bei EC Internacional (RS) und wechselte dann zu Fluminense Rio de Janeiro. In 143 Partien schoss er 15 Tore und wurde mit dem Verein 1984 brasilianischer Meister. Sein letzter Verein war America FC (RJ).

### Nationalmannschaft
Weber kam für die brasilianische Olympiamannschaft zu zehn Einsätzen. Mit der Mannschaft nahm er an den Olympischen Sommerspielen 1984 in Los Angeles teil und gewann die Silbermedaille.

### Als Trainer
Nachdem er America FC und den peruanischen Club Sporting Cristal trainiert hatte, betreute Weber die brasilianische U21-Nationalmannschaft beim Turnier von Toulon im Jahr 2004. Ein Jahr später war er Trainer der brasilianischen U20 bei der Junioren-Fußballweltmeisterschaft 2005 in den Niederlanden, bei der die Brasilianer den dritten Platz belegten. Diese trainierte er bis 2005. In der Folgezeit war Weber unter anderem Cheftrainer von Al-Shabab in den Vereinigten Arabischen Emiraten sowie Co-Trainer von Grêmio Porto Alegre, CR Vasco da Gama und dem FC São Paulo. Von März bis April 2015 trainierte er Nova Iguaçu Futebol Clube und ab 2018 den DPMM FC in Brunei Darussalam.
Wegen einer COVID-19-Erkrankung wurde er Anfang Dezember 2020 in ein Krankenhaus in Rio de Janeiro eingeliefert, wo er einige Tage später starb.

## Erfolge
- Campeonato Brasileiro de Futebol: 1984